# Anthurium tatei
Anthurium tatei är en kallaväxtart som beskrevs av George Sydney Bunting. Anthurium tatei ingår i släktet Anthurium och familjen kallaväxter. Inga underarter finns listade.